# 24 Hores de Moià
Les 24 Hores de Moià, conegudes també com a 24 Hores de Resistència TT de Moià, foren una cursa de Resistència Tot Terreny que es disputava anualment a Moià, Moianès. Organitzada d'ençà de 1972 pel Moto Club Moianès, es tractava d'una de les competicions més antigues d'aquesta modalitat, tant a Catalunya com a Europa en general. Històricament aplegava bon nombre de públic i participants, tot i que durant la seva etapa final aquests van declinar per mor de la crisi. Les darreres edicions n'hi participaven una vintena, cosa que representava uns 80 pilots. La prova es deixà de convocar després de l'edició del 2011.

## Característiques
Durant les 24 hores de cursa, els quatre pilots que integraven els equips participants s'alternaven per pilotar la motocicleta segons la conveniència de l'equip, de manera que hi havia pilots que corrien durant tota una hora seguida i d'altres que ho feien només durant quart d'hora. Els equips participants disposaven de box particular -dotat d'aigua i llum- i de l'avituallament se n'encarregava la casa del Solà de la Vila, on hi havia begudes i entrepans per a públic i participants.
Després d'haver passat al llarg de la seva història per diversos circuits dels voltants de Moià (El prat, Montbrú, Assistadors i Comas Nou), d'ençà de 1987 l'esdeveniment tenia lloc al Circuit Verd, amb un traçat selectiu de 5,5 km de llargada. Els entrenaments s'acostumaven a fer dissabte al migdia i la sortida era el mateix dissabte a les cinc de la tarda. Un cop acabada la cursa diumenge, es feia el repartiment de trofeus i premis als guanyadors i participants. Tot i que l'esdeveniment no tenia data fixa, la gran majoria d'edicions se celebraren a la darreria de setembre.

## Palmarès
| Edició                     | Any  | Circuit     | Equip guanyador   | Equip guanyador      | Equip guanyador    | Equip guanyador    | Moto              | Voltes |
| -------------------------- | ---- | ----------- | ----------------- | -------------------- | ------------------ | ------------------ | ----------------- | ------ |
| I                          | 1972 | El Prat     | Joan Argemí       | Florenci Crusat      | Manuel Casanovas   | Pere Camprubí      | Bultaco           | 202    |
| II                         | 1973 | El Prat     | Josep Figueras    | Lluís Cantó          | Joan Bellsolà      | Esteve Soler       | Montesa           | 227    |
| III                        | 1974 | El Prat     | Josep Figueras    | Joan Bellsolà        | Esteve Soler       | Josep M. Sucarrats | Montesa           | 231    |
| IV                         | 1975 | El Prat     | Joan Argemí       | Florenci Crusat      | Manuel Casanovas   | Pere Camprubí      | Bultaco           | 202    |
| V                          | 1976 | Montbrú     | Josep M. Pibernat | Josep Figueras       | Ricard Alsina      | Daniel Riera       | Bultaco           | 219    |
| VI                         | 1977 | Montbrú     | J. F. Beltran     | Ramon Escudé         | Joan Redon         | Rafael Tramullas   | Bultaco           | 160    |
| VII                        | 1978 | Montbrú     | Ramon Burés       | Climent Puigdomènech | Ton Marsinyach     | Bertomeu Quesada   | Montesa           | 254    |
| VIII                       | 1979 | Montbrú     | Ramon Burés       | Pere Genescà         | Joan Soler         | Rosend Galobart    | Montesa           | 243    |
| IX                         | 1980 | Assistadors | Josep M. Pibernat | Josep Piella         | Joan Riudalbàs     | Ricard Alsina      | SWM               | 243    |
| X                          | 1981 | Assistadors | Jordi Girona      | Jordi Altés          | Antoni Queralt     | Ferran Gil         | SWM               | 241    |
| XI                         | 1982 | Assistadors | Ton Marsinyach    | Josep Vilaró         | Miquel Vilella     | Josep Casanovas    | KTM 4T            | 225    |
| XII                        | 1983 | Assistadors | Pep Vila          | Joan Canamasas       | Vicenç Terra       | Joan Clop          | KTM 2T            | 224    |
| XIII                       | 1984 | Assistadors | Vicenç Terra      | Jordi Girona         | Josep Vilaró       | Miquel Vilella     | KTM 2T            | 212    |
| XIV                        | 1985 | Comas Nou   | Bernard Steiner   | Fabrice Despontin    | Alain Dubucq       | -                  | Yamaha 250        | 210    |
| XV                         | 1986 | Comas Nou   | Agustí Vall       | Toni Arcarons        | Jordi Arcarons     | Jordi Riera        | KTM 2T            | 216    |
| XVI                        | 1987 | Verd        | Bernard Steiner   | Alain Dubucq         | Jean Roel          | Michael Lepiece    | Maico             | 152    |
| XVII                       | 1988 | Verd        | Alain Dubucq      | J. Wagner            | Jean Roel          | Van Asten          | Maico 250         | 189    |
| XVIII                      | 1989 | Verd        | Toni Elias        | Jordi Elias          | Joan Pons          | Lluís Muntada      | Yamaha 250        | 210    |
| 1990 - 1994: No es disputà |      |             |                   |                      |                    |                    |                   |        |
| XIX                        | 1995 | Verd        | Josep Rovira      | Nani Roma            | Pedro Pérez        | Albert Guerrero    | KTM 250           | 256    |
| XX                         | 1996 | Verd        | Agustí Riera      | Leandre Casas        | Casimir Moya       | Josep Rovira       | KTM 250           | 226    |
| XXI                        | 1997 | Verd        | Xevi Puigdemont   | Marc Puigdemont      | Agustí Riera       | Leandre Casas      | Gas Gas 250       | 301    |
| XXII                       | 1998 | Verd        | Isidre Esteve     | Jesús Duran          | Ferran Gil         | Albert Franch      | KTM 250           | 194    |
| XXIII                      | 1999 | Verd        | Marc Coma         | Xevi Puigdemont      | Marc Puigdemont    | Leandre Casas      | Gas Gas 250       | 229    |
| XXIV                       | 2000 | Verd        | Xevi Puigdemont   | Marc Puigdemont      | Stefano Passeri    | Leandre Casas      | Gas Gas 250       | 230    |
| XXV                        | 2001 | Verd        | Marc Puigdemont   | Jordi Casals         | Jean-Etienne Memmi | Leandre Casas      | Gas Gas 250       | 255    |
| XXVI                       | 2002 | Verd        | Jordi Solé        | Jordi Torras         | Josep Rovira       | Josep Maria Costa  | Yamaha 4T         | 241    |
| XXVII                      | 2003 | Verd        | Jordi Casals      | Jordi Torras         | Mattias Nilson     | Jordi Viladoms     | Yamaha 4T         | 255    |
| XXVIII                     | 2004 | Verd        | Jordi Casals      | Cristóbal Guerrero   | Jordi Solé         | Jordi Torras       | Yamaha 4T         | 241    |
| XXIX                       | 2005 | Verd        | Mickaël Musquin   | Josep Alonso         | Josep Maria Costa  | Ramon Brucart      | Yamaha 250        | 256    |
| XXX                        | 2006 | Verd        | Jordi Torras      | Ribas                | Martínez           | Mickaël Musquin    | Yamaha YZF 250 4T | 238    |
| XXXI                       | 2007 | Verd        | Morales           | Ferrer               | Jiménez            | Ollé               | Yamaha YZF 250 4T | 216    |
| XXXII                      | 2008 | Verd        | Ferrer            | Padrós               | Parés              | Vilaró             | Yamaha YZF 250 2T | 252    |
| XXXIII                     | 2009 | Verd        | Brugués           | Maroto               | Vives              | Baró               | Suzuki            | 254    |
| XXXIV                      | 2010 | Verd        | Ramon Brucart     | Puerta               | Josep Maria Costa  | Aleix Díaz         | Yamaha YZ450F     | 244    |
| XXXV                       | 2011 | Verd        | Bellés            | Ramon Brucart        | Aleix Díaz         | García             | Yamaha YZ250F     | 219    |